# Хот Спрингс (национален парк)
Национален парк Хот Спрингс (на английски: Hot Springs National Park) се намира в централната част на щата Арканзас, САЩ. Резерватът Хот Спрингс е създаден на 20 април 1832 година и по-късно прераства в национален парк. Той е най-малкият по площ национален парк в Щатите.
Преводът на Хот Спрингс (hot springs) е горещи извори, те извират от западния склон на планината Хот Спрингс, която от своя страна е част от планинската верига Уашита. В продължение на 200 години хората ги използват като терапевтични бани, за лекуване на различни болести, предимно ревматизъм. Водата от 47 различни извора е с температура 143 °F. Всеки ден изтичат около 1 милион галона вода. Историческата част на градчето Хот Спрингс съдържа огромно количество бани, някои от тях с уникална архитектура.